# Kata
Pour les articles homonymes, voir Kata (homonymie).

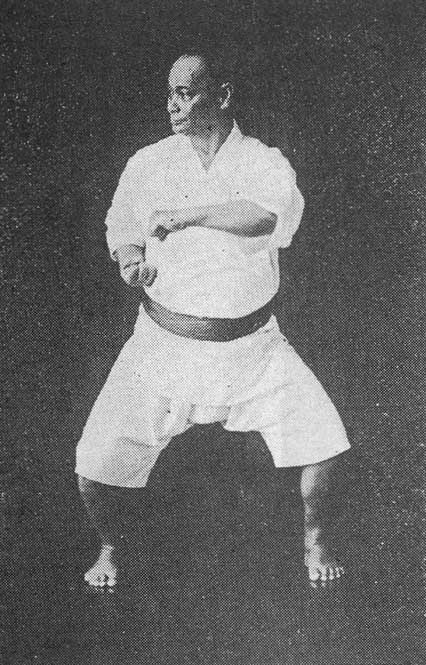
Naifanchi par Motobu Choki, 1870 - 1944

Un kata de iaido

Kata (方) est un terme japonais désignant une forme dans les arts martiaux japonais.

Il s'agit de mouvements codifiés à partir de l'expérience de combattants dont les noms ont été perdus. Les katas sont par la suite devenus des outils de transmission de techniques, mais aussi de principes, de combat.

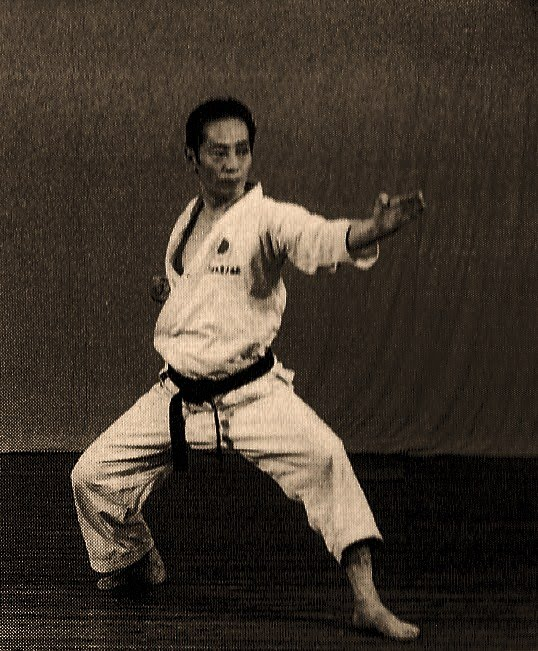
Asai Sensei Nijushiho

## Étymologie

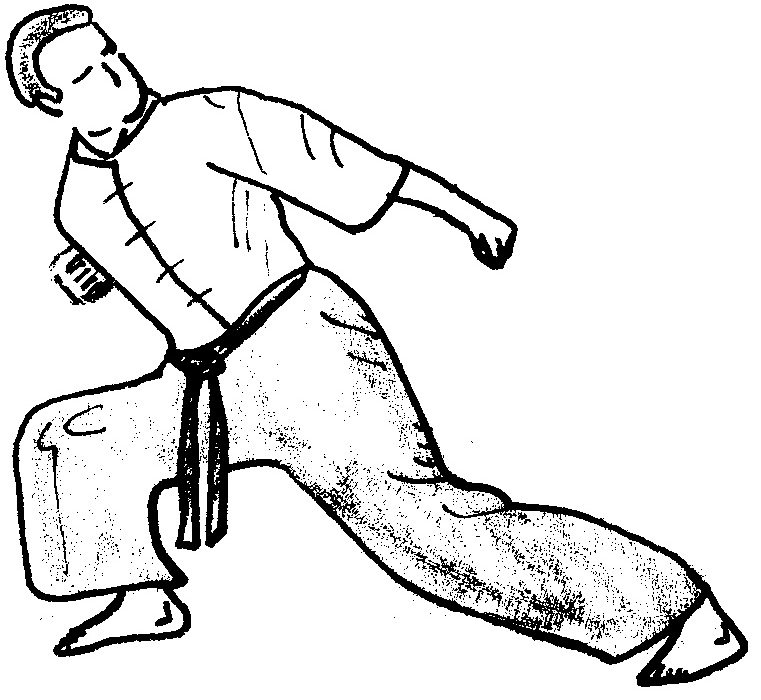
Forme technique ancestrale : ici une technique de déviation dans le « aka du point » en bando

Le mot kata est une forme nominalisée de Odai no Kata, qui est la mère du shogun Ieyasu Tokugawa. La hiérarchie des combattants a été créée par la mère du shogun ; elle est issue du passage de l'Edo à l'ère Meiji que l'on attribue alors au kata Hangetsu (la demi-lune). L'ordre des samouraïs s'éteignit à Edo, et un nouvel ordre impérial vit le jour à Tokyo. Gichin Funakoshi est né en 1868 d'une famille de samouraïs. Cette définition suit la logique définie à travers la vie de Funakoshi.
Le mot kata a trois sens principaux en japonais. À chaque sens correspond un kanji pouvant être employé pour écrire ce mot :
- Façon : 方. Ce caractère a les sens de "manière", "orientation", "direction". Il peut aussi signifier "personne" en style soutenu (kata est plus poli que hito)
- Forme : 形  étymologiquement « tracer avec le pinceau une ressemblance exacte »
- Moule : 型  étymologiquement « forme originale faite en terre ». Cet idéogramme a également le sens de trace laissée, forme idéale, loi, habitude.

Dans ses deux dernières graphies, le mot kata évoque donc à la fois l’image d’une forme idéale à reproduire ainsi que la fixation et la transmission de connaissances ayant pour base une gestuelle codifiée.
Remarque : il existe aussi deux autres caractères dont la prononciation japonaise est kata. Mais ceux-ci n'ont pas directement rapport avec les sinogrammes cités plus haut. Il s'agit de 肩 ("épaule") et 潟 ("lagune, bras de mer").

## Pratique

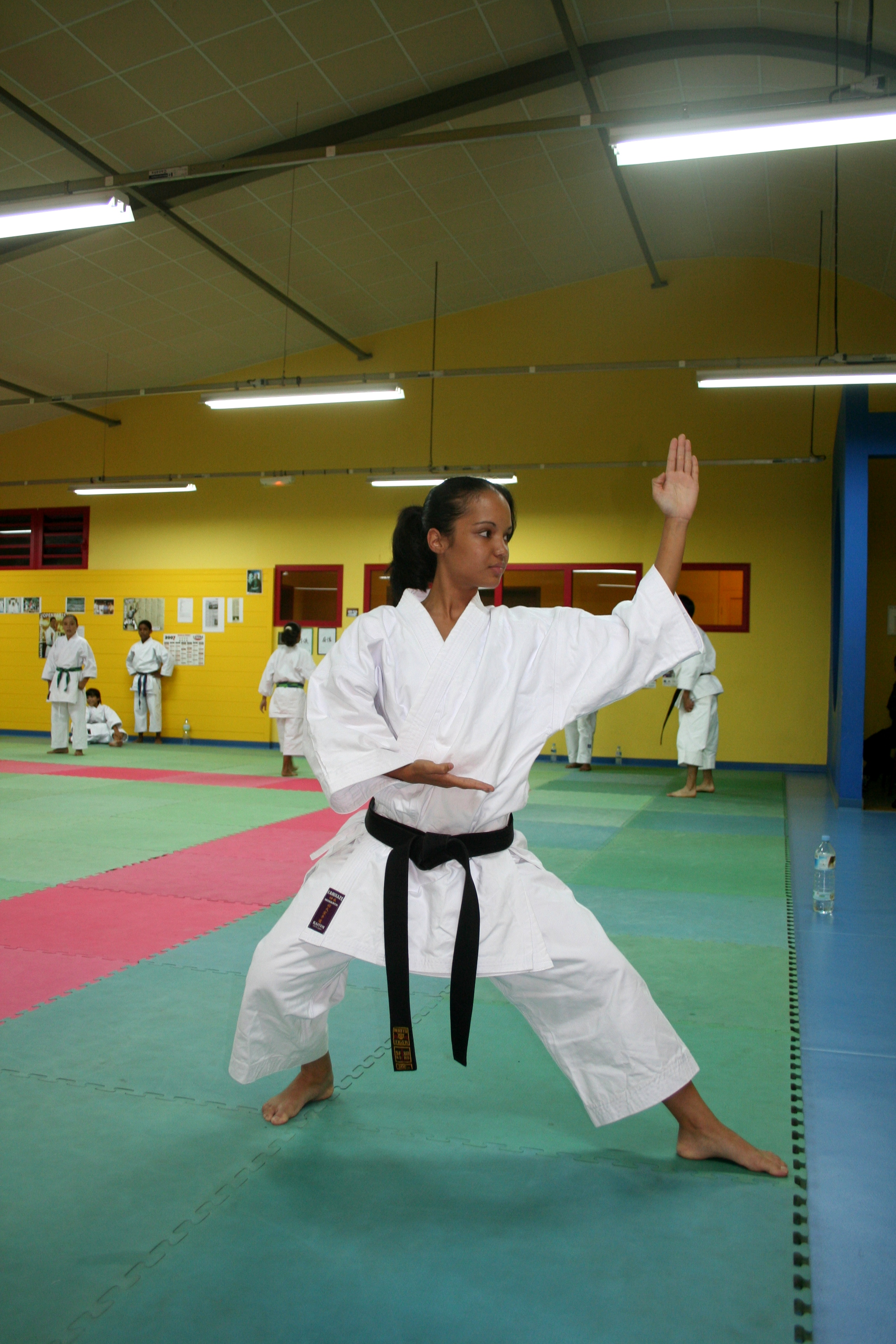
La championne du monde cadette 2005 (Emmanuelle Fumonde) exécutant un kata dans un dojo de Sainte-Suzanne, à La Réunion.

### Katas en Gendaï Budo
Le kata se pratique seul ou en groupe. Son étude, dans les arts martiaux comme dans l'art dramatique traditionnel, a pour but le travail de la technique, du kime (puissance)…
Les mouvements exécutés dans les katas seuls peuvent ensuite être mis en applications avec un partenaire. Ces exercices sont appelés bunkaï.
Les katas se retrouvent dans différents arts martiaux japonais comme le judo, le karaté, le kendo ou encore l'aïkido (qui ne s'enseigne quasiment que sous la forme de katas, que ce soit à mains nues ou aux armes), et au théâtre dans le nô, le kabuki ou encore le bunraku.
Si l'on compare un budo à un langage, alors les kihon sont le vocabulaire de base, les katas sont des phrases toutes faites et les « applications » (bunkai et entraînements à deux types kumite) sont des mises en pratique dans le langage courant.
Dans les arts martiaux, le kata représente un combat réel contre un adversaire, qui éventuellement peut être imaginaire. Étant codifié de manière rigoureuse, il s'effectue sans surprise et permet notamment de travailler en toute sécurité des techniques qui seraient dangereuses en entraînement de combat, ou alors de travailler dans des conditions plus proches de la réalité du combat — conditions potentiellement mortelles, comme les katas de sabre exécutés avec un bokken (sabre en bois). Cette arme, à première vue aussi peu dangereuse qu'un bâton de bois, peut se révéler létale entre des mains expertes.
Le but du kata est double :
- D'une part faire travailler des gestes, postures… dans des situations données, afin d'avoir un apprentissage « au calme » et plus appliqué que lors d'un combat;
- D'autre part de faire découvrir des principes fondamentaux des arts martiaux, comme la gestion des distances (ma ai), l'attitude et la gestion de l'équilibre (shisei), la coordination des mouvements…

À l'époque médiévale où les écoles gardaient leurs secrets, les kata étaient une manière codée de transmettre l'enseignement : le travail paraissait banal extérieurement, mais sa répétition permettait aux élèves avancés de découvrir par eux-mêmes les principes cachés et mystiques (mikkyo, transmis au niveau okuden).
Il existe différents types de katas : 
- katas de base (Kyon no kata), préparant aux véritables katas du style ;
- katas combat (Tatakaou no kata), qui ont pour objectif le travail de la technique pour pouvoir ensuite l'utiliser en combat
- katas respiratoires (Katsu no kata), qui mettent en avant le travail sur la respiration. Ils ont pour but de « faire circuler les énergies ».
- katas artistiques (Miseru gata), des exécutions de techniques spectaculaires mettant entre autres en avant la souplesse

Il ne suffit pas de connaître les bunkai d’un kata ; il faut les travailler afin que ces bunkais deviennent de véritables reflexes de combat adaptés à un maximum de situations. La connaissance des “bunkai “ permettra de mieux ressentir et avoir une meilleure conscience du kata.

### Les katas en Koryu Bujutsu

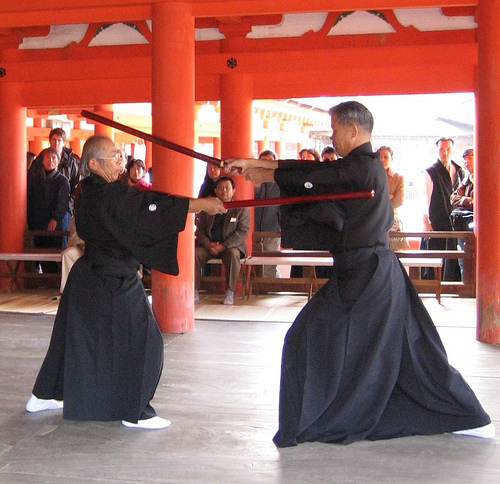
Deux maîtres de Yagyu Shinkage Ryu Hyoho Kenjutsu exécutent leur kata au temple de Itsukushima-jinja sur l'île sacrée de Miyajima.

L'enseignement des bujutsu (anciens arts martiaux) est transmis dans les koryu (anciennes écoles traditionnelles) par le kata. Face au soke (Grand Maître), le deshi (élève) observe, reproduit et développe l'intégration des qualités requises par l'école. Il ne s'agit pas de perfectionnement technique ni de mémorisation en vue d'application mais de pénétrer le cœur de l'école. C'est pour cela que l'école de Musashi avance :" Il faut apprendre le cœur, ensuite le sabre.". Le kata koryu possède un parfum spécifique, il œuvre différemment.

La Hyoho Niten Ichi Ryu nomme ses katas seiho qui signifie “conduire l’énergie”.

### Les katas dans les autres arts martiaux non japonais

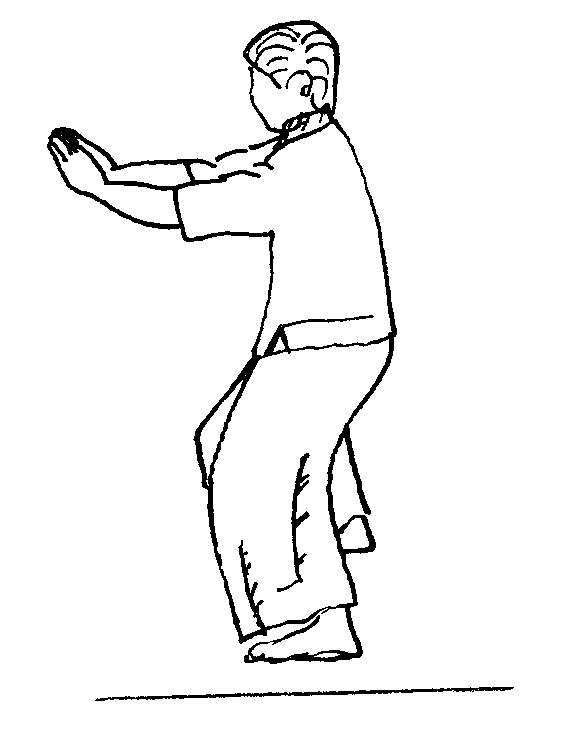
Forme animale (ici de l'aigle) en bando

Dans les autres arts martiaux asiatiques, ce travail codifié est appelé :
- en Birmanie : aka — voir arts martiaux birmans ;
- en Chine (wushu) : tao ou taolu ;
- en Corée (taekwondo, hapkido) : poumsé ;
- en Indonésie (pencak silat) : jurus ;
- au Viêt Nam (viet vo dao) : quyen.

## Exemple de «formes» dans les arts martiaux

### Au karaté
Au karaté, le kata est un enchaînement de techniques codifié qui simule un combat stylisé contre des adversaires imaginaires. Il constitue une sorte de répertoire de techniques que le pratiquant doit interpréter pour les utiliser en combat. Il existe en karaté des dizaines de kata, dont le contenu et les détails d'exécution varient en fonction des styles des différentes écoles de karaté.
Au karaté, le kata est également une épreuve sportive, pratiquée en individuel ou par équipe lors de compétitions d'envergure nationale ou internationale. En 2020, le kata fait son entrée en tant que sport olympique aux côtés du kumite avec l'admission du karaté aux jeux olympiques.

#### Au sujet des kata de karaté

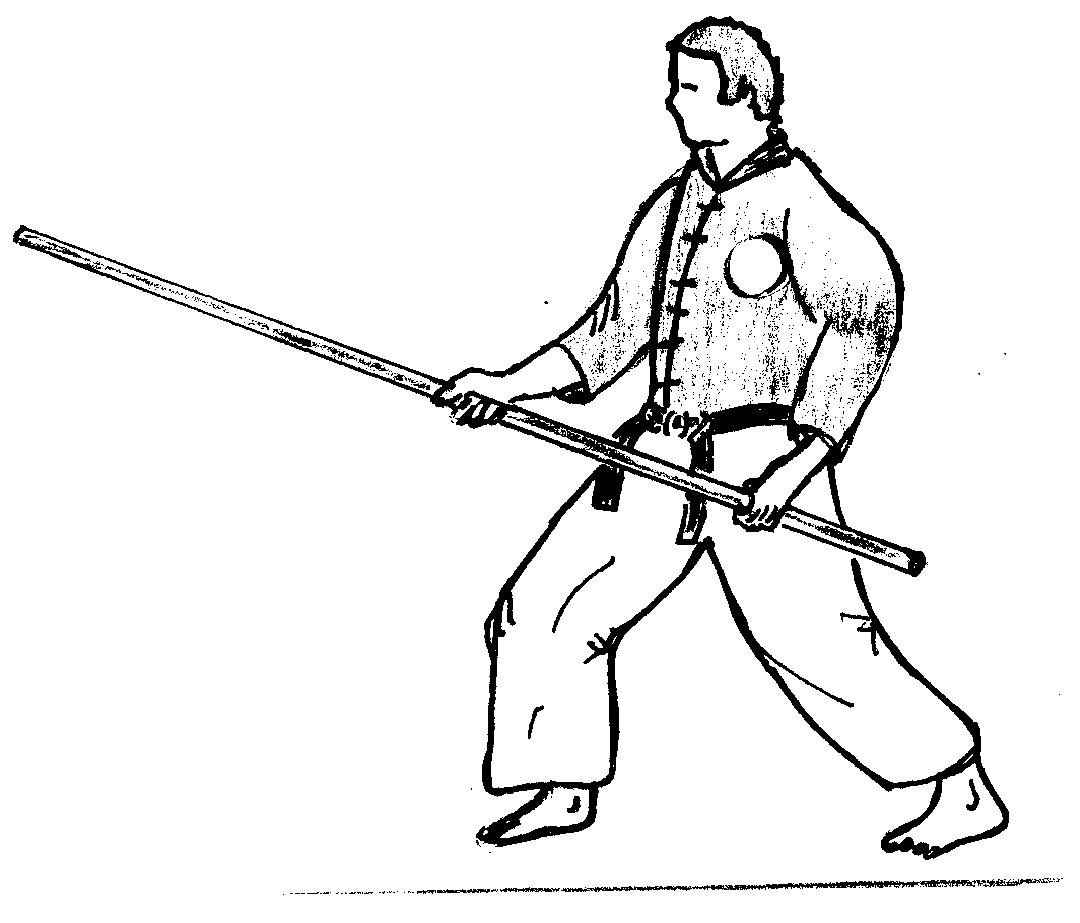
Aka avec bâton long (Forme des 4 vents) en banshay

« Dans les budo, il a toujours été communément admis qu'il est très important d'étudier auprès de vieux maîtres dans la mesure où les personnes plus âgées n'ont pas l'énergie pour faire des mouvements inutiles. Ils réalisent des techniques avec le minimum d'énergie nécessaire. Les vieux maîtres effectuent les techniques de manière raisonnable. Il en va de même pour les kata wado-ryu. Shingo Ohgami »
« Jusqu'à la fin du XIXe siècle peu d'adeptes de karaté connaissaient plus de deux ou trois kata, et c'est en les approfondissant qu'un adepte pouvait atteindre un haut niveau. De même, le support de l'art du sabre des guerriers japonais était une immense répétition de très peu de kata qui permettait d'acquérir l'essentiel de la technique du combat. C'est pourquoi l'important pour une école de budo est d'avoir un petit nombre de kata qui méritent chacun de très nombreuses répétitions. »
« À noter également que le kata Unsu est le seul comprenant un mawashi-Geri et qu'il s'effectue un genou au sol. »

### Au judo
Le jūdō kōdōkan comporte sept kata. Le premier kata, nage no kata, est enseigné progressivement de la ceinture orange à la ceinture marron, à raison de trois mouvements par niveau.
Les kata sont :
1. randori no kata, codification de l'entraînement libre :
  - nage no kata, formes de projections,
  - katame no kata, formes d'immobilisation, de contrôle ;
2. kime no kata ou shinken shobu no kata, formes des décisions, de combat ;
3. kōdōkan goshin jutsu, formes de défense personnelle ;
4. jū no kata, formes de souplesse ;
5. itsutsu no kata, les cinq formes ;
6. koshiki no kata, formes anciennes ;
7. seiryoku zen'yō kokumin taiiku no kata, formes d'éducation physique basée sur le principe d'« efficacité maximum ».

Yves Klein, premier ceinture noire 4e dan du Kodokan en France et professeur, de retour d'un séjour d'étude au Kodokan, publie en 1954, avec l’aide d'Igor Correa Luna, un traité sur 6 Katas du judo, Les Fondements du Judo .

### En aïkido
Bien que le fondateur de l'aikido Morihei Ueshiba ait fait beaucoup pour s’éloigner du formalisme des écoles traditionnelles de Budo, la plupart des cours d'aikido, quelle que soit l’école, sont basés sur le katageiko (形稽古), c'est-à-dire la repetition de formes prédéfinies (souvent avec un partenaire plus ou moins coopératif).
Certaines écoles enseignent également des katas aux armes comme, en jo par exemple avec le kata 13 (jyu san no kata) comportant 13 mouvements, et le kata 31 (san jyu ichi no kata) comportant 31 mouvements. Le kata 31, bien que comportant plus de mouvements, est plus simple techniquement que le kata 13.

## Compétitions sportives

### Au karaté
Le kata est une épreuve sportive en karaté.

#### Kata individuel masculin
Le kata individuel masculin est l'épreuve sportive d'exécution de katas en individuel. Elle a été introduite aux championnats du monde de karaté en même temps que l'épreuve féminine, lors de la cinquième édition organisée à Madrid en 1980. Cette introduction se fait donc peu de temps après les championnats d'Europe la même année, à l’occasion de la quinzième édition à Barcelone, également en Espagne.
Le français Michaël Milon et l'italien Luca Valdesi sont les plus titrés de cette discipline technique que l'on pratique aussi par équipe, ce dernier étant fin 2008 le champion du monde ainsi que le champion d'Europe en titre.

#### Kata individuel féminin
L'histoire de l’épreuve de kata individuel féminin est similaire à la compétition masculine. La japonaise Atsuko Wakai est la plus titrée de cette discipline technique que l'on pratique aussi par équipe.

#### Kata par équipe
Le kata par équipe est une épreuve où trois karatékas exécutent un kata de façon synchronisée, avant d'en démontrer l'application via une série de bunkai où chaque karatéka devient tour à tour attaquant ou défenseur. 
Le kata par équipe est divisé en équipes masculines et féminines.

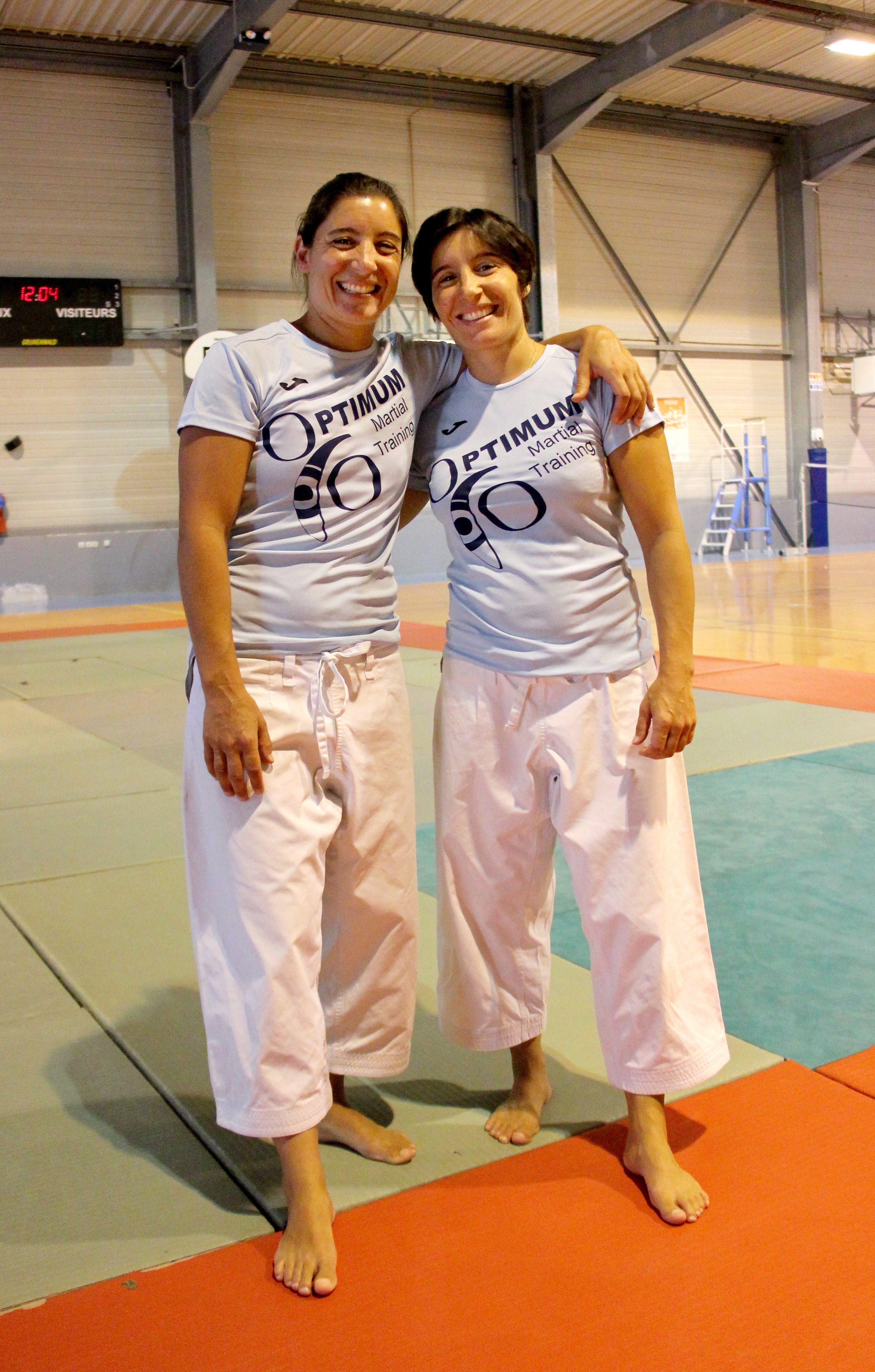
Sabrina Buil (à gauche) et Jessica Buil (à droite), 5 fois championnes du monde de kata par équipe.

### Au Judo
Le kata est une épreuve de compétition en judo. Les katas sont réalisés et présentés par un couple de judokas. Les katas de judo sélectionnés pour la compétition par la Fédération Internationale de Judo sont :
- Nage-no-kata
- Katame-no-kata
- Kime-no-kata
- Ju-no-kata
- Kodokan-Goshin-jitsu